# Psiconeuroendocrinología
La Psiconeuroendocrinología es el estudio de los cambios hormonales y su conexión con el comportamiento de las personas.  Desde el punto de vista psiquiátrico, algunos trastornos del humor están relacionados con cambios neuroendocrinos u hormonales que afectan el cerebro.  También puede considerarse desde el punto de vista endocrino según el cual ciertos trastornos endocrinológicos pueden estar relacionados con problemas de salud y enfermedades mentales.  Las disfunciones cerebrales vinculadas al eje hipotalámico-hipofisario-adrenal (HHA) pueden afectar el sistema endocrino, que a su vez puede dar lugar a síntomas fisiológicos y psicológicos. Esta compleja combinación entre psiquiatría, psicología, neurología, bioquímica y endocrinología es necesaria para comprender todo y tratar los síntomas relacionados con el cerebro, el sistema endocrino (hormonas), y la salud mental. (véase el trastorno neurológico cerebral).

## Trastornos

### Síndrome premenstrual (SP) y trastorno disfórico premenstrual
El síndrome premenstrual es un trastorno emocional que ocurre de manera recurrente en la última parte de la fase lútea del ciclo menstrual y remite durante los dos primeros días tras el comienzo de la menstruación.  Entre sus síntomas se incluyen depresión, irritabilidad, ansiedad, insomnio, hinchazón, sensibilidad mamaria, calambres y dolores de cabeza.  About 5-9% of women of child-bearing age meet the DSM-IV criteria for PMDD.   Entre el 5 y el 9% de las mujeres en edad fértil cumplen con los parámetros del DSM-IV para el TDPM.  En algunas mujeres, hay un empeoramiento al final del ciclo que presenta una “magnificación menstrual” con un trastorno emocional subyacente.
El trastorno disfórico premenstrual puede tratarse cíclicamente con anticonceptivos orales o con antidepresivos. Tales fármacos pueden usarse de manera continua o solo durante la fase lútea.  Se ha descubierto que algunos inhibidores de recaptación de serotonina, ISRS, son efectivos para el tratamiento del TDP.  Los síntomas físicos pueden ser condicionados por la ingesta de cafeína, sal, alcohol, y nicotina, por ello, el uso de estas sustancias debería controlarse y reducirse en la medida de lo posible. Tanto el control de la higiene del sueño, como el ejercicio, la terapia de relajación o la terapia conductista cognitiva son estrategias de tratamiento no farmacológicas potencialmente efectivas para suavizar los síntomas.